# サレ共和国
サレ共和国 （スペイン語: República de Salé, アラビア語: جمهورية بورقراق）もしくはブー・レグレグ共和国（英語: Republic of Bouregreg）は、1624年ごろから1668年までブー・レグレグ川の河口（北東岸サレ、南西岸ラバト、ともに現モロッコ）に存在した都市国家。これを建国したのは、スペインから追放されてきたモリスコ共同体だった。彼らはバルバリアにおける奴隷貿易や海賊に従事した。

## 歴史

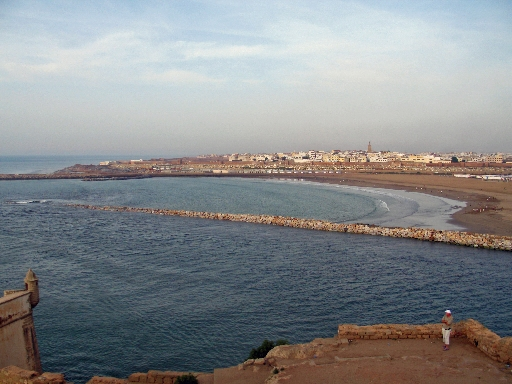
ブー・レグレグ川の対岸ラバトから見たサレの旧港。

### モリスコの到来
1609年、スペインはフェリペ3世のもとでモリスコ追放令を出した。これを受けて17世紀初期、西スペインのオルナチョスから3,000人の裕福なモリスコがサレに到来した。その後からも1万人の食い詰めたモリスコがやってきた 。文化や言語を異にするモリスコ難民と原住民の間に軋轢が生じたため、モリスコは川の対岸のラバト（現在の旧市街にあたる）に移った。
モリスコ難民によって組織された海賊は地中海や大西洋に展開し、スペインなどキリスト教国の船を襲った。1624年、オランダ人海賊のヤン・ヤンスゾーン（ムラト・レイス）が「大提督」の称号を得て、サレ・ラバトの統領となった。ただし、このころのサレ・ラバトはまだマラケシュ・サアド朝のスルタンムーラーイ・ズィダン・アブー・マーリに従属していた。

### 独立
1627年にヤンスゾーンがサレを離れると、残ったモリスコ海賊はスルタンへの従属と十分の一税を拒否した。彼らは正式に共和国の建国を宣言し、12人から14人で構成される内閣ディワン（評議会）が構築された。そして、彼らが毎年5月に選出する総督と元帥が指導者となった。1627年から1630年まではディワンはオルナチョス人に支配されていたが、次第にアンダルシア人と総称される非オルナチョス系モリスコの数が増えるにつれて不満が高まっていた。1630年に起きた凄惨な内紛ののち、カーイダ（将軍）はアンダルシア人が選出し、ディワンは定数を16人に固定した上で、アンダルシア人とオルナチョス人が8人ずつ選ぶ体制をとることで合意がなされた。

### 崩壊
1641年、北モロッコで急速に勢力を広げたディーラーイー教団が、サレ共和国に優位を認めさせた。1660年代初頭になると共和国はディーラーイー教団絡みの内乱に巻き込まれ、これに付け込んだアラウィー朝のムーレイ・アッ＝ラシードの侵攻を受け、共和国は独立を失った。

## 文化的影響
ダニエル・デフォーの作品ロビンソン・クルーソーでは、海賊の捕虜となり街で虜囚の身となっていた主人公が「サレ川」の河口から船で脱出する場面がある。